# Chargeur (transport et logistique)
Pour les articles homonymes, voir Chargeur.

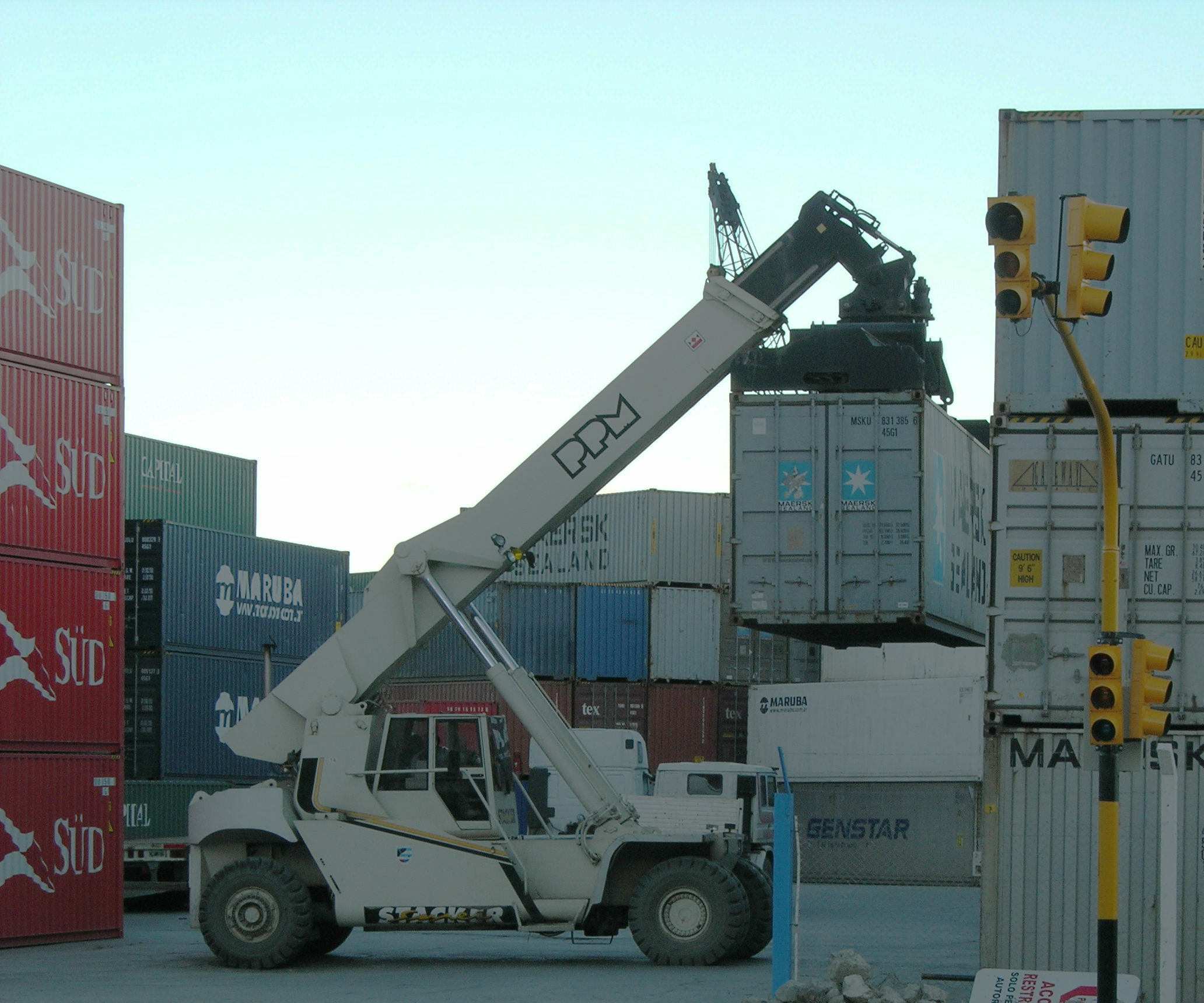
Manipulation de conteneurs sous douane à Ushuaia (Argentine).

La dénomination de chargeur (en anglais freighter) n'a de valeur juridique que dans le transport maritime. C'est une personne physique ou morale qui, ayant souscrit un contrat d'affrètement a embarqué des marchandises à bord d'un navire.
Elle est utilisée à tort dans d'autres domaines liés au transport pour désigner le propriétaire de la marchandise transportée, qu'il soit expéditeur ou destinataire de la marchandise.

## Transport maritime
Le chargeur peut être l'importateur ou l'exportateur, selon la nature du contrat commercial (voir incoterm).
Traduction en anglais : shipper